# Río Gálvez
Der Río Gálvez ist ein etwa 254 km langer linker Nebenfluss des Río Yavarí im Nordosten von Peru in der Region Loreto.

## Flusslauf
Der Río Gálvez entspringt auf einer Höhe von etwa 140 m 10 km südöstlich von Nueva Alejandría. Das Quellgebiet befindet sich knapp 3 km östlich vom Flusslauf des Río Blanco im äußersten Westen des Distrikts Yaquerana in der Provinz Requena. Der Río Gálvez fließt anfangs 50 km in nördlicher Richtung, anschließend 100 km in nordöstlicher Richtung und schließlich in ostnordöstlicher Richtung. Bei Flusskilometer 95 mündet die Quebrada Loboyacu von links, bei Flusskilometer 26 die Quebrada Añushiyacu von rechts in den Fluss. Auf den unteren 90 Kilometern liegen mehrere Ortschaften entlang dem Flusslauf. Der Río Gálvez mündet schließlich 3 km südsüdwestlich von Colonia Angamos auf einer Höhe von etwa 97 m an der brasilianischen Grenze in den Río Yavarí. Dieser heißt oberhalb der Einmündung auf peruanischer Seite auch Río Yaquirana. Der Río Gálvez weist ein stark mäandrierendes Verhalten mit zahlreichen Flussschlingen und Altarmen auf.

## Einzugsgebiet
Der Río Gálvez entwässert ein Areal von etwa 6500 km². Es liegt im Amazonasbecken und erstreckt sich über den Nordwesten des Distrikts Yaquerana. Das Einzugsgebiet des Río Gálvez grenzt im Nordwesten an das des Río Tapiche, im Westen an das des Río Blanco sowie im Osten an das des oberstrom gelegenen Río Yavarí.

## Ökologie
Das linksseitige Einzugsgebiet des Río Gálvez oberhalb der Einmündung der Quebrada Loboyacu befindet sich im Schutzgebiet Reserva Nacional Matsés. Das gering besiedelte Gebiet ist mit Regenwald bedeckt.